# Polybia scutellaris
Polybia scutellaris är en getingart som först beskrevs av White 1841.  Polybia scutellaris ingår i släktet Polybia och familjen getingar. Inga underarter finns listade i Catalogue of Life.

## Bildgalleri

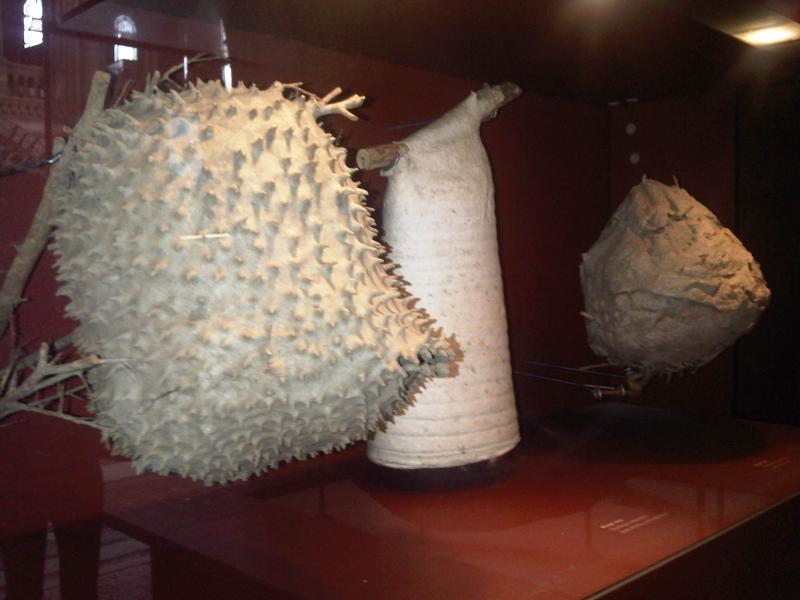
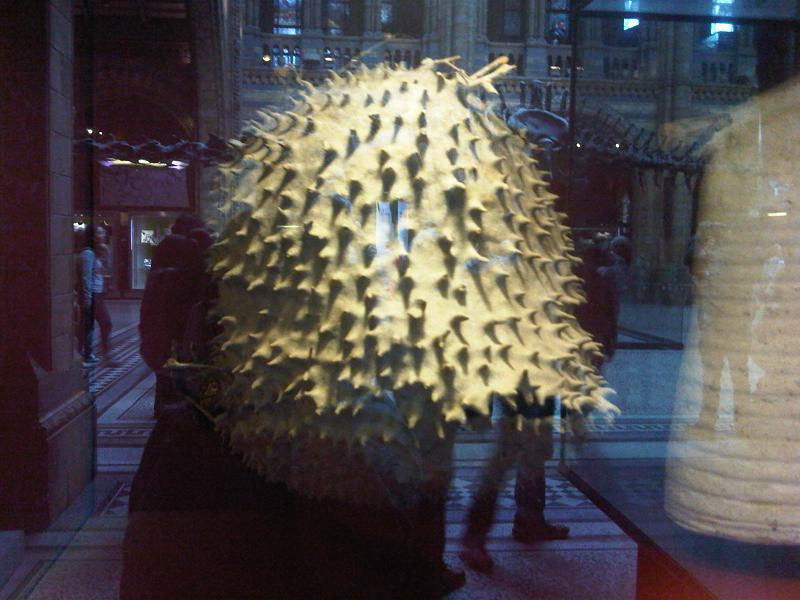
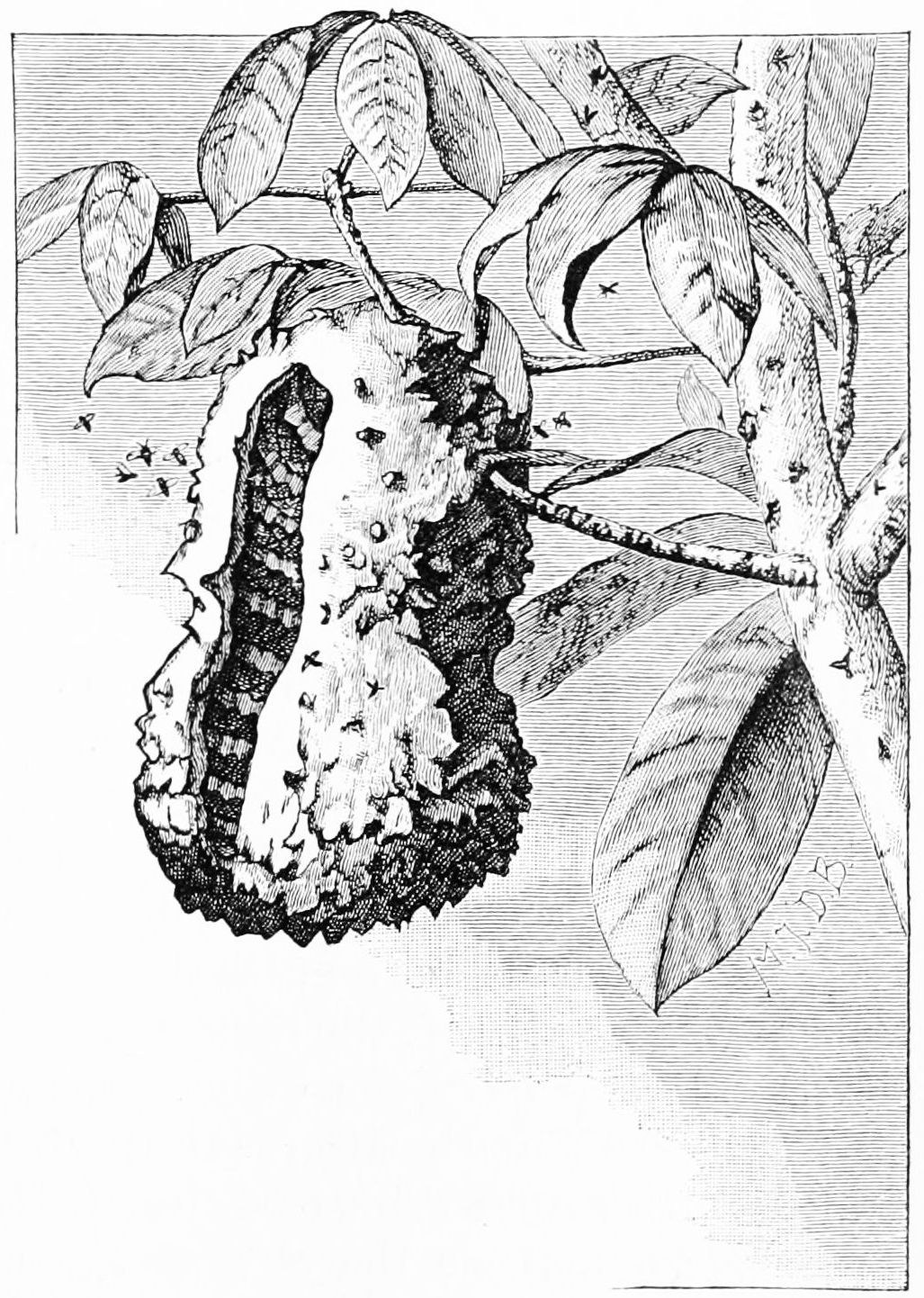